# Hémodialyse

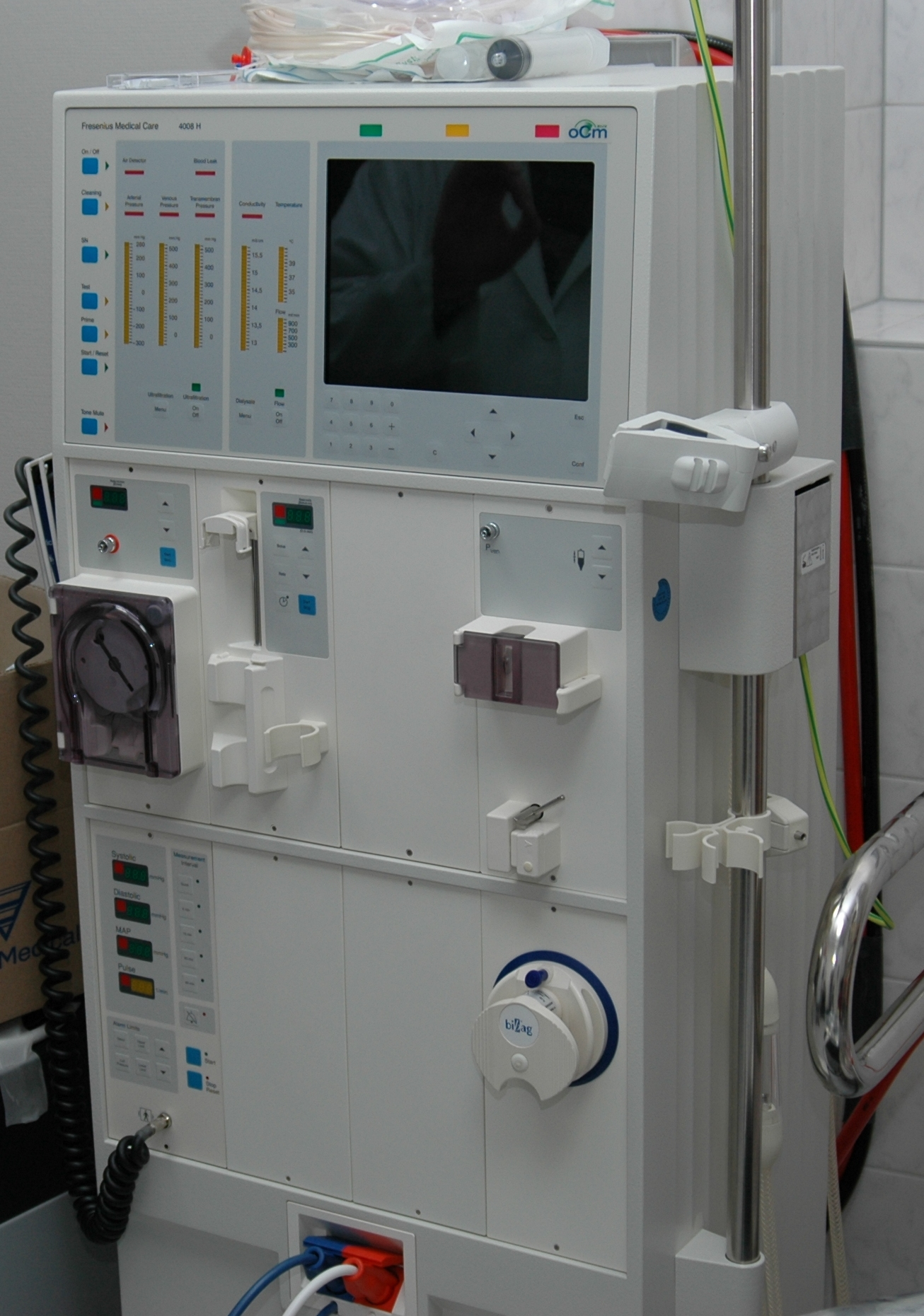
Appareil d'hémodialyse

 (juin 2009).
Si vous disposez d'ouvrages ou d'articles de référence ou si vous connaissez des sites web de qualité traitant du thème abordé ici, merci de compléter l'article en donnant les références utiles à sa vérifiabilité et en les liant à la section « Notes et références ».
L'hémodialyse est une méthode d'épuration du sang par la création d'un circuit de circulation extra-corporelle et son passage dans un dialyseur.
Lorsqu'il existe une insuffisance rénale sévère, l'organisme se charge progressivement de substances qu'il convient d'éliminer par la dialyse.
La dialyse consiste à mettre en contact le sang avec un liquide stérile (le dialysat) dont la composition est proche de celle du plasma (le liquide qui compose 60 % du sang environ) au travers d'une membrane qui sert de filtre. En hémodialyse ce processus se passe à l'extérieur du corps et la membrane est artificielle. A contrario, en dialyse péritonéale, les échanges se passent dans l'abdomen et la membrane est le péritoine. Dans les deux méthodes, les phénomènes physiques mis en jeu sont les mêmes.

## Principes de la dialyse
Le premier principe est celui de l'osmose : deux liquides séparés par une membrane tendent à équilibrer leurs concentrations en chaque soluté, à travers deux phénomènes, échange de solutés d'une part, échange d'eau d'autre part : 
1. une substance en solution va aller du compartiment où elle est la plus concentrée vers le compartiment où elle est moins présente. La vitesse des échanges va dépendre du gradient de concentration, mais aussi d'autres facteurs comme la taille des pores de la membrane, la charge électrique de la substance et celle de la membrane, l'encombrement allostérique de la substance à échanger. Il existe différentes membranes de dialyse qui ont chacune des caractéristiques différentes.
2. de l'eau va aller du compartiment où la concentration totale des différents solutés est la plus faible vers celui où elle est la plus forte (ceci accroissant les concentrations des solutés dans le premier compartiment et les diminuant dans le second). Ce second phénomène est également influencé par la pression de part et d'autre de la membrane, selon le principe de l'osmose inverse, qui déplace l'eau du compartiment sous pression plus forte vers celui où elle est plus basse. Avec une pression suffisante appliquée au compartiment le plus chargé en solutés, il peut quand même perdre de l'eau[2]. La vitesse des échanges d'eau dépendra de la pression et de la perméabilité de la membrane.

Grâce à la combinaison de ces deux mécanismes, pendant la séance de dialyse on peut simultanément retirer du sang des substances en excédent (par exemple le potassium, qui est apporté par l'alimentation, en particulier les légumes, les fruits, ou encore l'urée qui est produite par le métabolisme des protéines), ajouter au plasma des substances qui manquent au sujet (le calcium qui est souvent insuffisant ou le bicarbonate qui compense l'acidité du sang), retirer l'eau qui s'est accumulée dans l'organisme (en particulier si le sujet est anurique).

## Les différentes méthodes de dialyse
On peut au cours de la séance d'hémodialyse privilégier la convection ou la diffusion ou combiner les deux en proportion variable. On définit donc ainsi trois méthodes : l'hémodialyse, l'hémofiltration, et l'hémodiafiltration. Au cours de l'hémodialyse, les phénomènes de diffusion sont prédominants, et la quantité de liquide éliminée au cours de la séance est faible (quelques litres seulement). Lors de l'hémofiltration les phénomènes de convection sont prédominants, la quantité de liquide éliminée au cours de la séance peut dépasser une dizaine de litres. Cela impose de faire une compensation par perfusion. L'hémodiafiltration est une technique qui combine les deux phénomènes.

## Le dialyseur
En hémodialyse, la membrane est une membrane artificielle, synthétique. Elle se présente sous forme de fibres capillaires ; le sang circulant à l'intérieur de la fibre, le dialysat à l'extérieur (il y a contact entre le sang et le dialysat, à travers les pores filtrants de la membrane). Les fibres capillaires sont réunies dans un dispositif appelé dialyseur qui comporte donc une entrée et une sortie pour le sang et une entrée et une sortie pour le dialysat. Au sein du dialyseur, la circulation du sang et du dialysat se fait à contre sens, ce qui optimise les échanges. Le dialyseur est alimenté en permanence en dialysat propre (habituellement le débit d'alimentation en dialysat est d'environ 500 ml par minute) et en sang provenant du patient (avec un débit entre 150 et 500 ml par minute). Le volume de sang contenu dans le dialyseur, variable selon le modèle, est d'environ 100 +/- 20 ml. La surface totale du dialyseur dépend du modèle employé mais varie entre 1 m2 et 2,5 m2.

## Le dialysat
Actuellement le dialysat est fabriqué extemporanément à partir de concentré liquide et d'eau ultra pure et stérile. La composition du concentré de dialysat peut varier en particulier au niveau de la concentration en potassium qui peut aller de 1 à 3 mmol par litre et de la concentration en calcium qui peut varier de 1 à 1,75 mmol. Le dialysat concentré est dilué par le générateur de dialyse et mélangé avec une solution de bicarbonate obtenue également extemporanément à partir d'une poudre ou de bicarbonate liquide concentré. Il est donc possible d'ajuster la teneur en bicarbonate du dialysat et la teneur en sodium. Au cours d'une séance d'hémodialyse courante (durée de quatre heures), il est donc produit 120 litres de dialysat.

## Le générateur d'hémodialyse
Les générateurs d'hémodialyse sont les machines qui rendent possible la séance de dialyse. Ce sont des dispositifs complexes et coûteux (plusieurs dizaines de milliers d'euros) qui assurent simultanément :
- la production du dialysat et son ajustement à la prescription médicale ;
- la circulation du dialysat à travers le dialyseur ;
- la circulation du sang dans le circuit extra corporel ;
- le maintien de l'ensemble du circuit à la température du corps du patient ;
- le contrôle en continu de la composition du dialysat, de la quantité de liquide retirée au patient.

À ces fonctions basiques s'ajoutent désormais des modules optionnels qui permettent également de mesurer en continu différents paramètres pour s'assurer de la qualité de la dialyse.
Les générateurs d'hémodialyse sont des dispositifs médicaux qui sont répertoriés dans la classe II-b des dispositifs médicaux, c'est-à-dire qu'ils représentent un niveau élevé de risque, principalement dû au risque d'infection. L'ANSM (Agence Nationale de la Sécurité du Médicaments et des produits de santé) exerce donc une surveillance sur ces dispositifs dans le cadre de la matériovigilance.

## Voies d'abord
Le traitement d'hémodialyse se fait via une fistule artério-veineuse.  La mise en place précoce d'une fistule artério veineuse pour les patients atteints d'insuffisance rénale terminale recevant des traitements d’hémodialyse serait bénéfique à long-terme sur la survie.
Lorsque la fistule n'est pas prête ou encore faite, elle peut être débutée via un cathéter veineux central à double conduit.

## Différentes modalités d'hémodialyse

### Dans un centre de dialyse
C'est un établissement (ou un service dans un centre hospitalier polyvalent) dans lequel les dialyses se déroulent sous la surveillance permanente de médecins spécialisés : les néphrologues. La réalisation de la séance se fait grâce à des infirmières et des aides soignantes, qui prennent chacune en charge quelques patients. Les traitements sont relativement coûteux et sont donc réservés aux patients qui ne peuvent accéder aux soins légers.

### En autodialyse
Dans ce cas, il n'y a pas de surveillance médicale continue. Le patient est autonome, c'est-à-dire qu'il sait programmer lui-même sa machine, se brancher, se débrancher. Il peut recourir à l'aide d'une infirmière lors de l'autodialyse assistée. Ce type de structure, moins lourde, permet en général de rapprocher le lieu de traitement du domicile du patient,  ce qui diminue la fatigue liée au transport. Les néphrologues sont généralement organisés pour passer voir les patients lors des séances, une ou plusieurs fois par semaine.

### En dialyse à domicile
Très développée dans les années 1970-1980, cette modalité est en perte de vitesse. Elle consiste à avoir chez soi la machine de dialyse et tout le matériel et les accessoires pour pouvoir se dialyser seul, bien souvent avec l'aide d'un membre de sa famille pour le branchement. C'est une technique particulièrement adaptée en zone rurale, quand l'éloignement des centres devient problématique sur le plan du temps de transport, mais c'est aussi la méthode de choix pour avoir le maximum d'autonomie et de liberté. Dans cette modalité, le patient est sous la responsabilité d'un centre de dialyse qui lui fournit matériel et assistance. Les néphrologues sont vus au cours de consultation dans le centre, en cas de besoin ou au moins une fois par trimestre.
Les séances d'hémodialyses conventionnelles durent environ quatre heures, mais cette durée peut varier selon la prescription médicale. De même, habituellement, les séances sont répétées trois fois par semaine, à intervalle régulier (par exemple : lundi, mercredi et vendredi). Des programmes proposent des dialyses plus fréquentes, comme six jours sur sept, mais en général les séances sont alors plus courtes. D'autres équipes, au contraire, privilégient des séances plus longues, au cours du sommeil (hémodialyse longue nocturne). Ce traitement se poursuivra à vie ou jusqu'à la transplantation d'un rein.

## Déroulement d'une séance d'hémodialyse

Schéma de l'hémodialyse

Les insuffisants rénaux chroniques en phase terminale traités par hémodialyse n'urinent plus ou très peu. Ils accumulent donc l'eau qu'ils ont ingérée par l'alimentation (eau, soupe, café, yaourt, etc.) et les déchets organiques qui ne sont plus filtrés. C'est cet excédent d'eau et de déchets qu'on élimine grâce à l'hémodialyse. Si on ne le fait pas, une partie de cette eau passe dans la circulation sanguine, augmente la volémie, augmente la pression (hypertension artérielle) et ce jusqu'à l'œdème aigu du poumon. Les déchets empoisonnent le sang.
On pèse donc le patient à son arrivée. On compare son poids d'arrivée et son poids idéal défini par le médecin après différents examens (une radio du thorax, une échographie cardiaque, un bilan sanguin) pour faire la prescription de PPT (perte de poids totale). Grâce aux dispositifs techniques de maîtrise de l'ultrafiltration, installés sur les machines de dialyse, la filtration sera effectuée soit de manière continue par perte de poids horaire (PPH) constante, soit par filtration selon un profil prescrit. 